# 존 레귀자모
혼 알베르토 레기사모 펠라에스(스페인어: John Alberto Leguizamo Peláez, 1964년 7월 22일 ~ )는 존 레귀자모(영어: John Leguizamo)로 활동 중인 콜롬비아 태생의 미국 배우, 스탠드업 코미디언, 영화 제작자, 영화 각본가이다. 《투 웡 푸》(1995)로 1995년 제53회 골든 글로브상 영화 부문 남우조연상 후보에 올랐다. 직접 희곡을 쓴 연극 《Freak》(1998)으로 토니상 최우수 연극상과 연극 부문 남우주연상 후보에 오르기도 했다.
4살 때 부모를 따라 미국으로 이민 와 퀸스에서 성장했다. 1996년 《로미오와 줄리엣》에서 줄리엣의 사촌 티볼트 역으로 이름을 알린 뒤 1997년 《스폰》, 2001년 《물랑 루즈》, 2008년 《해프닝》, 2010년 《베니싱》, 2014년 《아메리칸 셰프》 등 다양한 영화에서 꾸준히 활동했다. 《존 윅》 시리즈에서 주인공 존 윅의 조력자인 오렐리오 역을 맡은 것으로도 유명하다.

## 출연 작품

### 영화
- 전쟁의 사상자들 (1989)
- 리벤지 (1990)
- 다이하드 2 (1990)
- 포이즌 (1991)
- 홈보이 (1991)
- 복수무정 2 (1991)
- 헨리의 이야기 (1991)
- 어둠 속의 정사 (1992)
- 슈퍼 마리오 (1993)
- 칼리토 (1993)
- 투 웡 푸 (1995)
- 파이널 디씨전 (1996) - 캡틴 랫 역
- 더 팬 (1996)
- 로미오와 줄리엣 (1996)
- 스폰 (1997)
- 닥터 두리틀 (1998)
  - 닥터 두리틀 2 (2001)
- 썸머 오브 샘 (1999)
- 물랑 루즈 (2001)
- 마음대로 훔쳐라 (2001)
- 콜래트럴 데미지 (2002)
- 스펀 (2002)
- 어썰트 13 (2005)
- 랜드 오브 데드 (2005)
- 알리바이 (2006)
- 콜레라 시대의 사랑 (2007)
- 해프닝 (2008)
- 안나 성당의 기적 (2008)
- 의로운 살인 (2008)
- 게이머 (2009)
- 리포맨 (2010)
- 베니싱 (2010)
- 링컨 차를 타는 변호사 (2011)
- 원 포 더 머니 (2012)
- 킥 애스 2: 겁 없는 녀석들 (2013)
- 카운슬러 (2013)
- 라이드 어롱 (2014)
- 아메리칸 셰프 (2014) - 마틴 역
- 범죄의 제국 (2014)
- 존 윅 (2014)
  - 존 윅: 리로드 (2017)
- 밀그램 프로젝트 (2015)
- 아메리칸 울트라 (2015)
- 시스터즈 (2015)
- 메도우랜드 (2015, Meadowland)
- 스틸링 카스 (2015, Stealing Cars)
- 인필트레이터: 잠입자들 (2016)
- 운명의 하루 (2019)
- 플레잉 위드 파이어 (2019)
- 더 나이트 클럭 (2020) - 조니 역
- 크리티컬 씽킹 (2020, Critical Thinking) - 마리오 마르티네즈 역 (감독, 주연)
- 더 메뉴 (2022)

### 애니메이션 영화
- 타이탄 A.E. (2000)
- 아이스 에이지 (2002) - 시드 역
  - 아이스 에이지 2 (2006)
  - 아이스 에이지 3: 공룡시대 (2009)
  - 아이스 에이지 4: 대륙 이동설 (2012)
  - 아이스 에이지: 지구 대충돌 (2016)
- 다이노소어 어드벤처 3D (2013)
- 장난감이 살아있다 (2013)
- 출동! 도토리 구조대 (2015) - 플라이 보이 / 리엄 역
- 엔칸토: 마법의 세계 (2021)

### 텔레비전
- 마이애미의 두 형사 (1986-89)
- ER (2005-06)
- 마이 네임 이즈 얼 (2006)
- 아이스 에이지: 매머드 크리스마스 (2011) - TV 스페셜
  - 아이스 에이지: 알 찾기 대소동 (2016) - TV 스페셜
- 블러드라인 (2016-17)
- 웨이코 (2018)
- 그들이 우리를 바라볼 때 (2019)
- 만달로리안 (2020)
- 파워 (2023-현재)